# Paladio de Escocia
Paladio (Palladius) (c. 408/431-457/461) fue el primer obispo de los cristianos de Irlanda anterior a san Patricio. Es venerado como santo por diferentes confesiones cristianas.

## Biografía
Originario de la Galia, fue diácono en la Abadía de San Germán de Auxerre, y era hijo de Exuperancio de Poitiers, prefecto del pretorio de las Galias muerto en un motín del ejército en Arlés en 424. Se casó y tuvo una hija, pero bajo la influencia de Pelagio se despidió de su familia y se retiró como asceta en Sicilia entre el 408 o 409, dejando a su hija en un convento de la isla. Fue ordenado sacerdote en 415 y vivió en Roma hasta el 429. Alentado por el papa Celestino I a enviar al obispo Germán de Auxerre a Britania para guiar a los britanos hacia la fe católica, parece que finalmente sería enviado él mismo como obispo a Irlanda en 431 y se le asocia con Leinster y el condado de Meath. 
La tradición escocesa dice que fue desterrado por el soberano del Reino de Leinster y se estableció en Escocia, donde dirigió una comunidad cristiana durante veinte años. Murió de camino a Fordoun (Auchenblae, unos 20 kilómetros al sur de Aberdeen), donde iba en condición de peregrino. Sus reliquias se conservaron en el monasterio de Fordun, que pronto se convirtió en un lugar de peregrinaje, y en 1409 fueron depositadas en un precioso relicario donado por el arzobispo de Aberdeen.
Canonizado y venerado como santo, es conocido como «Apóstol de los escotos». Su festividad se celebra el 6 de julio. Sin embargo, algunos datos no concuerdan con los datos históricos, y las tradiciones irlandesa y escocesa presentan contradicciones sobre la figura del santo. La historicidad del viaje y su permanencia en Escocia es dudosa, aunque la influencia posterior y el asentamiento de esta tradición entre los escoceses fue muy grande. También hay quien ha aventurado que san Paladio no era otro que san Patricio de Irlanda, que continuó su ministerio en Escocia, pero tampoco hay elementos que lo demuestren.